# Saint-Simon (Québec)
Pour les articles homonymes, voir Saint-Simon.
Saint-Simon est une municipalité du Québec située dans la MRC des Maskoutains en Montérégie.

## Toponymie
« La paroisse de Saint-Simon, détachée de Saint-Dominique-de-Bagot, sera fondée en 1832. Elle a été érigée canoniquement en 1834 sous le nom « Saint-Simon-de-Ramesay » qui réfère à la seigneurie de Ramezay ou Ramesay. La paroisse a été érigée civilement en 1860 sous la seule appellation « Saint-Simon ». Quant à la municipalité de la paroisse, elle est érigée en 1845 sous le nom « Saint-Simon-de-Ramesay ». Son territoire se retrouve dans la partie nord-ouest de la seigneurie de Ramezay. La municipalité est abolie en 1847 pour devenir partie de la municipalité de comté, elle sera érigée sous le nom « Saint-Simon » en 1855 ».

## Histoire

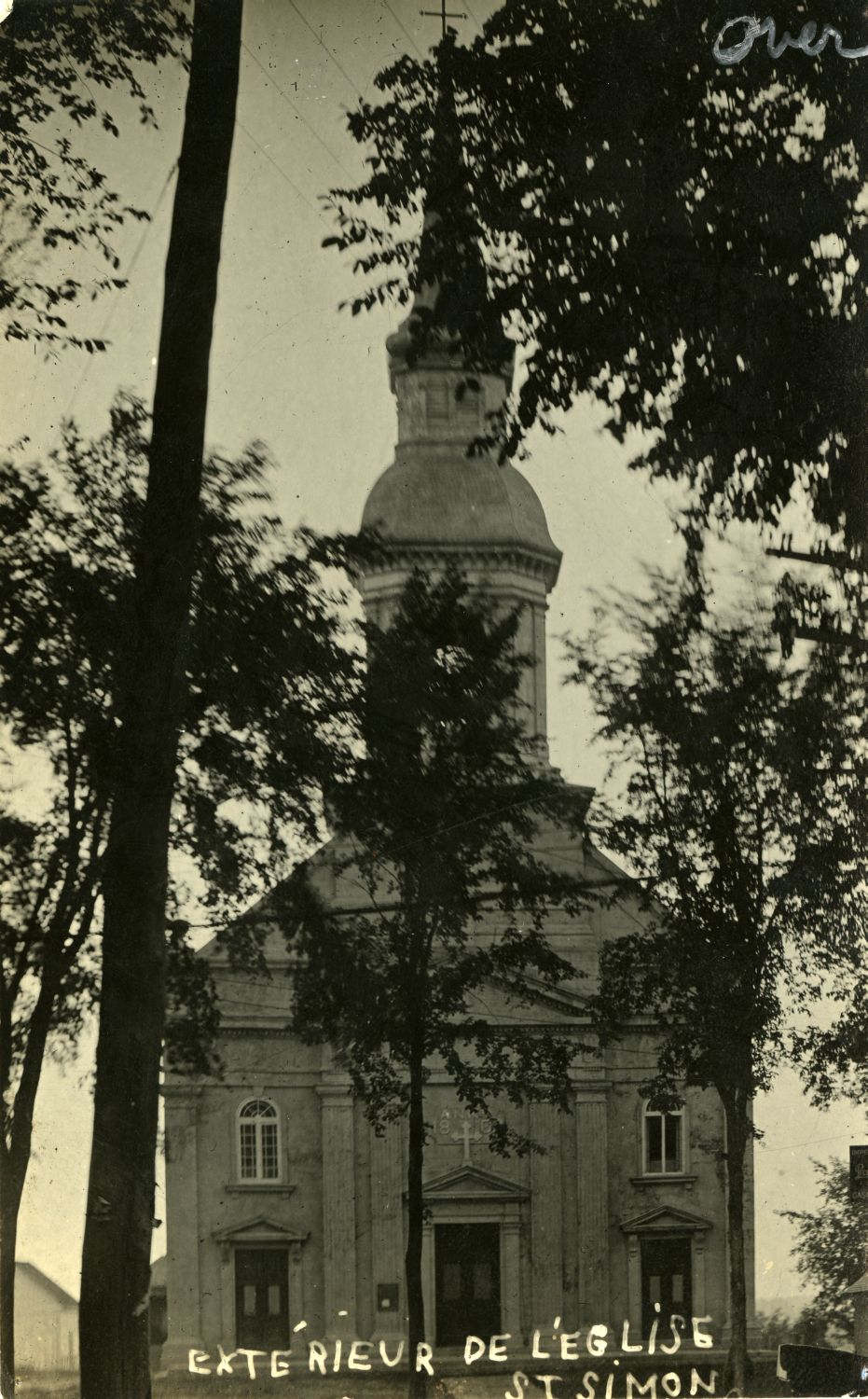
L'église Saint-Simon, 1910

Le 4 avril 2009, celle-ci changea son statut de municipalité de paroisse pour celui de municipalité.
Le décret canonique pour établir les limites de la paroisse de Saint-Simon a lieu le 5 novembre 1834. Cette paroisse subit quelques amputations de son territoire au profit de celles de Saint-Barnabé (1842 et 1853) et Saint-Marcel (1852). Sur la base de son territoire paroissial, le gouvernement du Canada-Uni décrète la création de la municipalité de paroisse de Saint-Simon en 1855. Cette année-là, une assemblée générale de citoyens élit les sept membres du conseil municipal de Saint-Simon: Félix Gauthier, Pierre Poulin, Charles Maranda, Lévi Ledoux, Isaac Dubois, Simon Gendron et Didasse Bouthillet. Ces derniers se réunissent le 30 juillet 1855 pour choisir le maire de la municipalité: Félix Gauthier.
La municipalité faisait partie de l'ancien comté de Bagot. Elle accueillait autrefois une usine Olymel fonctionnelle, mais depuis le 6 septembre 2023, elle a été rachetée par la municipalité qui transformera le terrain en quartier résidentiel.

## Géographie
La rivière Yamaska délimite le nord-ouest de la municipalité en coulant vers le nord-est et l'autoroute 20 en délimite le sud-est.

## Démographie
| 1991  | 1996  | 2001  | 2006  | 2011  | 2016  | 2021  |
| ----- | ----- | ----- | ----- | ----- | ----- | ----- |
| 1 203 | 1 168 | 1 118 | 1 228 | 1 231 | 1 413 | 1 386 |

## Administration
Les élections municipales se font en bloc pour le maire et les six conseillers.
| Saint-Simon Maires depuis 2001                                                                                        |                 |         |          |
| Élection | Maire           | Qualité | Résultat |
| 2001 | Normand Corbeil |         | Voir     |
| 2005 | Normand Corbeil | Voir    |          |
| 2009 | Normand Corbeil | Voir    |          |
| 2013 | Normand Corbeil | Voir    |          |
| 2017 | Simon Giard     |         | Voir     |
| 2021 | Simon Giard     | Voir    |          |
| Élection partielle en italique Depuis 2005, les élections sont simultanées dans toutes les municipalités québécoises. |                 |         |          |

## Société et culture
Le Domaine Saint-Simon, entreprise familiale qui accueille chaque année des évènements corporatifs et des mariages, est présente dans le village. Il a été reconstruit en 2016 après un incendie.